# Terres-de-Caux
Terres-de-Caux – gmina we Francji, w regionie Normandia, w departamencie Sekwana Nadmorska. W 2013 roku liczba ludności wynosiła 4129 mieszkańców.
Gmina została utworzona 1 stycznia 2017 roku z połączenia siedmiu ówczesnych gmin: Auzouville-Auberbosc, Bennetot, Bermonville, Fauville-en-Caux, Ricarville, Saint-Pierre-Lavis oraz Sainte-Marguerite-sur-Fauville. Siedzibą gminy została miejscowość Fauville-en-Caux.